# Otto Binder von Degenschild
Otto Binder, Ritter von Degenschild (* 11. März 1871 in Klagenfurt; † 7. Februar 1921 in Wien) war ein österreichischer Offizier und Archivar.

## Leben
Binder arbeitete von 1896 bis 1900 im Militärgeographischen Institut und war von 1903 bis 1905 Frequentant des Instituts für Österreichische Geschichtsforschung (IföG). Ab dem  1. März 1903 war er dem Kriegsarchiv zugeteilt, zuletzt als Titular-Oberst.
Er schrieb zahlreiche Fachbeiträge, u. a. zur Ahnenforschung in der Allgemeinen Deutschen Biografie.
Otto Binder von Degenschild war der Onkel von Beatrix von Degenschild und Franz-Josef Binder, Ritter von Degenschild. Sein Schwager war Albert von Margutti.